# Lophuromys medicaudatus
Lophuromys medicaudatus is een knaagdier uit het geslacht Lophuromys dat voorkomt in de bergen van Rwanda en het oosten van de Democratische Republiek Congo. Deze soort behoort tot het ondergeslacht Kivumys. Voor Fritz Dieterlen L. medicaudatus in 1975 als een nieuwe soort beschreef, werden exemplaren van dit dier tot L. luteogaster gerekend.
L. medicaudatus is een kleine Lophuromys met een middellange staart, en lange schedel en smalle kiezen. De bovenkant van het lichaam is olijfbruin, de onderkant donkeroranje. De bovenkant van de staart is donkerbruin, de onderkant wat lichter. De kop-romplengte bedraagt 92 tot 114 mm, de staartlengte 73 tot 95 mm, de achtervoetlengte (c.u.) 18 tot 23 mm, de oorlengte 15 tot 19 mm, het gewicht 29 tot 43 g en de schedellengte 27,7 tot 30,8 mm.
L. medicaudatus eet voornamelijk geleedpotigen en weekdieren, net als zijn geslachtsgenoten. Per worp worden een of twee jongen geboren.
Kivumys: Lophuromys luteogaster · Lophuromys medicaudatus · Woosnamborstelhaarmuis (Lophuromys woosnami)

Lophuromys: Lophuromys angolensis · Lophuromys ansorgei · Lophuromys aquilus · Lophuromys brevicaudus · Lophuromys brunneus · Lophuromys chercherensis · Lophuromys chrysopus · Lophuromys dieterleni · Lophuromys dudui · Lophuromys eisentrauti · Lophuromys flavopunctatus · Lophuromys huttereri · Lophuromys kilonzoi · Lophuromys laticeps · Lophuromys machangui · Lophuromys makundii · Lophuromys margarettae · Lophuromys melanonyx · Lophuromys menageshae · Lophuromys nudicaudus · Lophuromys pseudosikapusi · Lophuromys rahmi · Lophuromys rita · Lophuromys roseveari · Lophuromys sabunii · Lophuromys sikapusi · Lophuromys simensis · Lophuromys stanleyi · Lophuromys verhageni · Lophuromys zena